# Pee Wee Erwin
George 'Pee Wee' Erwin (Falls City, 30 mei 1913 - Teaneck, 20 juni 1981) was een Amerikaanse jazztrompettist.

## Biografie
Erwin was afkomstig uit een muzikale familie, leerde op 4-jarige leeftijd trompet spelen, was op 8-jarige leeftijd de eerste keer te horen op de radio, speelde in plaatselijke bands, van 1931 tot 1933 in de band van Joe Haymes en in 1933/1934 in die van Isham Jones. Daarna werkte hij in New York als studiomuzikant. In 1934/1935 speelde hij met Benny Goodman op de radio, in 1935 met Ray Noble, in 1936 weer bij Goodman (als opvolger van Bunny Berigan) en van 1937 tot 1939 bij Tommy Dorsey. Tijdens de jaren 1940 probeerde hij twee keer zonder groot succes een eigen band te formeren (1941/1942 en 1946).
Vanaf 1949 en tijdens de jaren 1950 speelde hij dixielandjazz met een eigen band in het Nick's in het New Yorkse Greenwich Village en had hij tijdens de jaren 1960 samen met Chris Griffin een school voor trompet, terwijl hij anders bij CBS in tv-shows druk bezig was, zoals die van Carol Burnett en Jackie Gleason. Vanaf 1963 had hij ook een wekelijks jazzprogramma op de radio met Ed Joyce. Tijdens de jaren 1970 ging hij op een Europese tournee met Warren Covington, zijn eigen Kings of Jazz en de New York Jazz Repertory Company. Nog tot kort voor zijn dood nam hij meerdere albums op onder zijn eigen naam. Zijn laatste optreden had hij in 1981 in Nederland. In 1987 verscheen zijn autobiografie This Horn for Hire bij Scarecrow Press, die hij schreef met de bassist en jazzjournalist Warren Vaché sr. en Warren Vaché jr., ook trompettist en een leerling van Erwin.

## Overlijden
Pee Wee Erwin overleed in juni 1981 op 68-jarige leeftijd.

## Discografie
- 1952: Dr. Jazz Vol. 14: Pee Wee Erwin (Storyville Records)
- 1955/56: Complete Fifties Recordings (Lonehill Records)
- 1980: Swingin' That Music (Jazzology) met Ike Isaacs

- Bibliothèque nationale de France: cb138937087 (data)
- Gemeinsame Normdatei: 11895587X
- International Standard Name Identifier: 0000 0000 8151 7001
- Library of Congress Control Number: n86052209
- MusicBrainz: 2f4edec3-4110-4469-af6b-093c2c18b4ff
- Nederlandse Thesaurus van Auteursnamen: 07370721X
- Istituto Centrale per il Catalogo Unico: DDSV007934
- SNAC: w6bq3qnh
- Virtual International Authority File: 71577770
- WorldCat: E39PBJcwxbC9gGfJxBHQRtTrbd